# Uthman ben Abd al-Haqq
Uthman ben Abd al-Haqq (عثمان بن عَبد الحَقّ, ⵄⵜⵎⴰⵏ ⴱⵏ ⵄⴰⴱⴷ ⵍⵃⴰⵇⵇ) est né à une date inconnue. Il succéda à son père comme émir mérinide en 1217. Il est mort assassiné en 1240.

## Histoire
Son père meurt au combat contre les Almohades en 1217.Voulant le venger, il partit en campagne contre  les Almohades, mais fut assassiné par un de ses esclaves chrétiens en 1240.

## Sources
- Charles-André Julien, Histoire de l'Afrique du Nord, des origines à 1830, édition originale 1931, réédition Payot, Paris, 1994
- Le site en arabe http://www.hukam.net/